# Doberschütz
Doberschütz település Németországban, azon belül Szászország tartományban. Lakosainak száma 4091 fő (2023. december 31.). Doberschütz Thallwitz és Eilenburg községekkel határos.

## Népesség
A település népességének változása:
| Lakosok száma | 4146 | 4059 | 4051 | 4078 | 4090 | 4091 |
|               | 2014 | 2017 | 2019 | 2021 | 2022 | 2023 |